# 水で書かれた物語 (映画)
『水で書かれた物語』（みずでかかれたものがたり）は、1965年に公開された吉田喜重監督の日本映画。配給は日活。
石坂洋次郎の同名小説が原作で、近親相姦かつ異母兄妹がテーマである。1965年・第39回キネマ旬報ベスト・テン日本映画10位を受賞している。

## あらすじ
平凡なサラリーマンで内向的な松谷静雄（入川保則）は美貌の母、松谷静香（岡田茉莉子）と二人暮らしをしている。
静雄の父で静香の夫、高雄（岸田森）は入院しがちで家に不在な期間が長く、静香は1人で生活を支えていた。しかし、その静香は町の権力者、橋本伝蔵（山形勲）と不倫関係にあったのだった。静雄は病弱な父と違って強健で自信に満ちた伝蔵を憎んだが、その一方で不倫を行う母を憎めず、むしろ一種の魅力を感じていた。
その伝蔵と母からの結婚の勧めによって静雄は伝蔵の娘、かつ幼馴染だった橋本ゆみ子（浅丘ルリ子）を紹介された。しかし、ゆみ子の面影に母静香の片鱗を見出した静雄は伝蔵に対し、ゆみ子は伝蔵と静香の娘であり、自分とは異母兄妹ではないのかと問い質したものの、伝蔵はたじろぎながらも否定した。
数か月後、静雄はゆみ子と結婚するに至っていた。だが母の不倫の秘密を抱え、かつ異母兄妹である妻ゆみ子との結婚生活を送る静雄は迷い悩み、そして兄妹である事実を知らないゆみ子は静雄を理解できず困惑した。
やがて静雄は職場を退職し、全ての生活を放棄して母の家を訪ね、そして母と肌を重ねた。静雄はもう何の希望もないと母を自殺に誘うものの、その晩に家を訪ねてきたゆみ子と愛を交わし、ゆみ子との間に愛が芽生えたことを静雄は感じた。
だが、静雄がゆみ子と愛を交わしていたそのとき、伝蔵と静香は二人、水辺で心中していた。水辺のほとりで悲しみに嗚咽する静雄を、ゆみ子はしっかりと支えていた。

## スタッフ
- 監督 - 吉田喜重[1]
- 企画 - 芥川和敏[1]
- 製作 - 伊東博吉[1]、駒崎秋夫[1]
- 脚本 - 石堂淑郎[1]、吉田喜重[1]、高良留美子[1]
- 原作 - 石坂洋次郎[1]、小説『水で書かれた物語』
- 撮影 - 鈴木達夫[1]
- 音楽 - 一柳慧[1]
- 美術 - 黒沢治安[1]
- 照明 - 海野義雄[1]
- 編集 - 浅井弘[1]

## キャスト
- 岡田茉莉子[1] - 松谷静香[5]、静雄の母[2]
- 浅丘ルリ子[1] - 橋本ゆみ子[5]、伝蔵の娘[2]
- 入川保則[1] - 松谷静雄、ゆみ子の婚約者[2]
- 岸田森[1] - 松谷高雄[5]、静雄の父[2]
- 山形勲[1] - 橋本伝蔵[2]
- 益田愛子[1] - 橋本光枝[5]
- 加代キミ子[1] - 山谷みさ子[5]
- 弓恵子[1] - 芸者花絵[5]
- 三村薫[1] - 下島京子[5]
- 中村孝雄[1] - 村田[5]
- 桑山正一[1] - 山崎[5]、静雄の上司
- 田中筆子[1] - ばあや[5]
- 中川わたる[1] - 少年時代の静雄[5]
- 佐藤英昭[1]